# Esras
 (signalé en juin 2025).
Si vous disposez d'ouvrages ou d'articles de référence ou si vous connaissez des sites web de qualité traitant du thème abordé ici, merci de compléter l'article en donnant les références utiles à sa vérifiabilité et en les liant à la section « Notes et références ».
- Archive Wikiwix
- Bing
- Cairn
- DuckDuckGo
- E. Universalis
- Gallica
- Google
- G. Books
- G. News
- G. Scholar
- Persée
- Qwant
- (zh) Baidu
- (ru) Yandex
- (wd) trouver des œuvres sur Wikidata

Dans la mythologie celtique irlandaise, avant leur arrivée dans l'île, les Tuatha Dé Danann résidaient dans quatre « Îles au nord du Monde » nommées Falias, Findias, Gorias et Murias ; c'est en ces lieux qu'ils s’exerçaient à l'Art, qu'ils apprenaient la Poésie et la sagesse.
Esras, dont le nom signifierait « moyen (d'agir) » était le druide qui gouvernait l'île de Gorias (le sens du toponyme est « feu, inflammation »). C'est de là que vient le talisman de la Lance de Lug Samildanach, arme mortelle à chaque coups mais qui sert aussi à l'adoubement royal ; elle est inséparable du Chaudron du Dagda rempli de sang, il faut qu'elle y soit plongée pour éviter qu'elle ne détruise tout autour d'elle.